# James Casebere
James Casebere, né en 1953 à Lansing (Michigan), est un artiste contemporain et un photographe des États-Unis.

## Biographie
Étudiant à la Michigan State University (1971-1973), James Casebere est diplômé Bachelor of Fine Arts du Minneapolis College of Art and Design (1976). À l'automne 1977, il suit les cours du Whitney Independent Study Program à New York, puis suit les cours de John Baldessari et de Douglas Huebler au California Institute of Arts, d'où il est diplômé Master of Fine Arts en 1979.
James Casabere est marié avec l'artiste Lorna Simpson ; il vit et travaille à New York, dans un atelier dessiné par l'architecte David Adjaye.
Il est représenté par la Galerie Daniel Templon à Paris et Bruxelles.  

## Œuvre
Depuis les années 1980, l'œuvre de James Casebere est essentiellement constituée de photographies de maquettes d'architectures. Casebere construit lui-même des modèles réduits d'architecture (en plâtre, carton et polystyrène), soigneusement réalisés et peints, qu'il photographie ensuite : par un éclairage et des effets complexes de clairs-obscurs, des angles de prises de vue générateurs d'effets théâtraux et des tirages de grand format, James Casebere met en scène une réflexion sur l'espace, la lumière et l'architecture, où la figure humaine est absente et évoquée par allusions.

## Expositions
2020
On the Water’s Edge, Galerie Templon, Paris, France
2019
Built Images, Sean Kelly, Taipei, Taiwan
On the Water’s Edge, Sean Kelly, New York
2018
Emotional Architecture, Galerie Templon, Bruxelles, Belgique
James Casebere, University of South Florida, Tampa, Etats-Unis
2016
After Scale Model : Dwelling in the Work of James Casebere, BOZAR, Bruxelles, Belgique
Fugitive, Haus Der Kunst, Munich, Allemagne
2014
James Casebere, Galerie Daniel Templon, Bruxelles, Belgique
James Casebere : Scales and Dimensions, Cornell University, États-Unis
2012
James Casebere, Architecture : entre illusion et nécessités, Rencontres d’Arles, Abbaye de Montmajour, France
2011
James Casebere, House, Galerie Daniel Templon, Paris, France 
James Casebere : Photographies, Collégiale Notre Dame de Riberac, Riberac, France
2008
James Casebere, Galerie Daniel Templon, Paris, France
Reality Check : Truth and Illusion in Contemporary Photography, The Metropolitan Museum of Art, New York, États-Unis
2005
James Casebere, Galerie Daniel Templon, Paris, France
2004
Marc Selwyn Fine Arts, Los Angeles, États-Unis
2002
Picture Show – James Casebere, MOCA – Museum of Contemporary Art Cleveland, Cleveland, États-Unis
2001
The Architectural Unconscious : James Casebere and Glen Seato, Institute of Contemporary Arts, Philadelphia, Etats-Unis
2000
Prison/Dormitory/Dayroom : a collaborative project with students of S.M.U. at the Mac, Museum of Contemporary Art, Dallas, États-Unis
1999
Asylum, Museum of Modern Art, Oxford, Royaume-Uni puis Centro Galego de Arte, Contemporanea, Saint-Jacques-de-Compostelle and Sainsbury Centre for Photography, Norwich, Royaume-Uni
1997
Williams College Museum of Art, Williamstown, États-Unis
1996
James Casebere : Model Culture, Photographs, 1975-1996. The Ansel Adams Center for Photography, San Francisco, États-Unis
1991
Model Fictions : The Photographs of James Casebere, Birmingham Museum of Art, Birmingham, Royaume-Uni
James Casebere and Tony Oursler collaboration, Kunststichting Kanaal, Courtrai, Belgique
Photographic Resource Center, Boston University, Boston, États-Unis
The University of Iowa Museum of Art, Iowa City, États-Unis
1990
Museum of Photographic Arts, San Diego, États-Unis
1989   
Neuberger Museum, State University of New York at Purchase, Purchase, États-Unis
The University of South Florida Art Museum, Tampa, États-Unis
1988
Pennsylvania Station, New York, États-Unis
1985
Minneapolis College of Art and Design, Minneapolis, États-Unis
1979
Artists’ Space, New York, États-Unis